# Jefferson Brenes
Jefferson Brenes Rojas (Siquirres, Limón, Costa Rica, 13 de abril de 1997) es un futbolista costarricense que juega como mediocentro defensivo en el Deportivo Saprissa de la Primera División de Costa Rica.

## Trayectoria
Empezó en su pueblo natal, barrio San Martín de Siquirres, en la provincia limonense, donde en su adolescencia se acostumbró a visitar a sus padres en la cárcel, así como de ver a sus amigos en situaciones relacionadas con las drogas, empero, él se mantenía concentrado en el fútbol mientras sorteaba la adversidad. A los 13 años llegó con su padre a Desamparados con la intención de formar parte del Brujas, escuadra que tenía su sede en el Estadio "Cuty" Monge. Pese a que su familia no tenía las condiciones económicas para hospedarse en la capital, la persona que cuidaba la cancha le dio un camerino y una colchoneta y se quedó por una semana. Después jugó para Siquirreña en la liga aficionada, hasta que se dio un partido de fogueo contra Limón en el que el técnico de este club, Horacio Esquivel, quien venía a observar a otro futbolista que le recomendaron, terminó viendo mejores condiciones en Jefferson para finalmente traerlo al conjunto limonense para realizar la pretemporada.

### Limón F. C.
Hizo su debut el 28 de enero de 2018 contra el Santos de Guápiles (1-1) por la octava fecha del Torneo de Clausura, tras ingresar de relevo por Dylan Tejeda al minuto 63' y en este partido estuvo cerca de concretar un gol pero no lo consiguió. Participó activamente en esta campaña al completar catorce compromisos jugados, la mayoría de ellos entrando de cambio.
El 10 de octubre de 2018, Brenes marcó su primer gol en la máxima categoría en la victoria por 3-0 sobre el Herediano. Al minuto 56' recibió un centro de Rashir Parkins y con mucha tranquilidad definió ante la salida del arquero rival Juan Ignacio Alfaro.
El 4 de julio de 2019, se hizo oficial su fichaje en el Herediano. El 6 de agosto fue cedido en calidad de préstamo a Limón para jugar el Torneo de Apertura.

### Municipal Grecia
El 14 de diciembre de 2019, se confirmó el préstamo de Brenes al Municipal Grecia. En el Torneo de Clausura 2020 tuvo trece apariciones y convirtió dos goles.

### C. S. Herediano
El 23 de junio de 2020, el Herediano oficializó el regreso del jugador tras sus dos préstamos de la temporada anterior. El 8 de agosto se estrenó con la camiseta rojiamarilla y ganó la Supercopa de Costa Rica ante el Deportivo Saprissa.
El 19 de diciembre de 2021, alcanzó su primer título de liga del Torneo de Apertura tras vencer los duelos de la gran final frente al cuadro saprissista.

## Selección nacional

### Categorías inferiores
El 10 de marzo de 2021, Brenes fue incluido en la lista final del entrenador Douglas Sequeira, para enfrentar el Preolímpico de Concacaf con la Selección Sub-23 de Costa Rica. El 18 de marzo debutó en la competencia como titular por 60 minutos frente a Estados Unidos en el Estadio Jalisco, donde se dio la derrota por 1-0. Tres días después entró de relevo ante México en el Estadio Akron, y en esta ocasión vio otra vez la derrota de su conjunto por 3-0. Este resultado dejó fuera a la selección costarricense de optar por un boleto a los Juegos Olímpicos de Tokio. El 24 de marzo completó la totalidad de los minutos en el triunfo de trámite por 5-0 sobre República Dominicana.

#### Participaciones en inferiores
| Competición                  | Sede   | Resultado      | Partidos | Goles |
| ---------------------------- | ------ | -------------- | -------- | ----- |
| Preolímpico de Concacaf 2020 | México | Fase de grupos | 3        | 0     |

### Selección absoluta
El 2 de octubre de 2020, recibió su primera convocatoria a la Selección de Costa Rica dirigida por Ronald González. El 10 de octubre hizo su debut internacional en el amistoso celebrado en el Estadio Nacional, juego donde se dio la derrota por 0-1 contra Panamá. Brenes ingresó de cambio al minuto 75' por Yeltsin Tejeda.
El 25 de junio de 2021, el director técnico Luis Fernando Suárez definió la lista preliminar con miras hacia la Copa de Oro de la Concacaf, en la que se destaca la convocatoria de Jefferson. Fue ratificado en la lista definitiva del 1 de julio. Gozó de pocos minutos de acción en los tres partidos del grupo que finalizaron en victorias sobre Guadalupe (3-1), Surinam (2-1) y Jamaica (1-0). El 25 de julio se presentó la eliminación de su país en cuartos de final por 0-2 frente a Canadá.
El 2 de septiembre de 2021, Jefferson jugó su primer partido por la eliminatoria hacia la Copa del Mundo en la visita al Estadio Rommel Fernández contra Panamá (0-0), teniendo 29 minutos de participación tras entrar de relevo por Ariel Lassiter.

### Participaciones en Copa de Oro de la CONCACAF
| Competición                     | Sede           | Resultado        |
| ------------------------------- | -------------- | ---------------- |
| Copa de Oro de la Concacaf 2021 | Estados Unidos | Cuartos de final |

### Participaciones en Copa América
| Copa              | Sede           | Resultado      |
| ----------------- | -------------- | -------------- |
| Copa América 2024 | Estados Unidos | Fase de grupos |

## Estadísticas

### Clubes
Actualizado al último partido jugado el 19 de junio de 2022.
| Limón F. C. · Costa Rica |               |               |     |   |   |   |   |    |     |   |
| 1.ª | 2017-18       | 14            | 0   | — | — | — | — | 14 | 0   |   |
| 1.ª | 2018-19       | 31            | 1   | — | — | — | — | 31 | 1   |   |
| 1.ª | 2019-20       | 13            | 0   | — | — | — | — | 13 | 0   |   |
| Total club | Total club    | 58            | 1   | — | — | — | — | 58 | 1   |   |
| Municipal Grecia · Costa Rica |               |               |     |   |   |   |   |    |     |   |
| 1.ª | 2019-20       | 13            | 2   | — | — | — | — | 13 | 2   |   |
| Total club | Total club    | 13            | 2   | — | — | — | — | 13 | 2   |   |
| C. S. Herediano · Costa Rica |               |               |     |   |   |   |   |    |     |   |
| 1.ª | 2020-21       | 33            | 4   | 1 | 0 | 0 | 0 | 34 | 4   |   |
| 1.ª | 2021-22       | 30            | 2   | — | — | — | — | 30 | 2   |   |
| Total club | Total club    | 63            | 6   | 1 | 0 | 0 | 0 | 64 | 6   |   |
| Total carrera | Total carrera | Total carrera | 134 | 9 | 1 | 0 | 0 | 0  | 135 | 9 |
| (1) Incluye datos de la Supercopa de Costa Rica (2020). (2) Incluye datos de la Liga Concacaf (2020). (3) No incluye goles en partidos amistosos. |               |               |     |   |   |   |   |    |     |   |

### Selección
Actualizado al último partido jugado el 8 de septiembre de 2021.
| Costa Rica |                 |   |   |   |   |   |   |   |   |
| 2020 | —               | — | — | — | 1 | 0 | 1 | 0 |   |
| 2021 | 3               | 0 | 2 | 0 | 1 | 0 | 6 | 0 |   |
| Total selección | Total selección | 3 | 0 | 2 | 0 | 2 | 0 | 7 | 0 |
| (1) Incluye datos de la Copa de Oro de la Concacaf (2021). (2) Incluye datos de la Eliminatoria de Concacaf para la Copa Mundial (2021). |                 |   |   |   |   |   |   |   |   |

## Palmarés

### Títulos nacionales
| Título                         | Club               | País       | Año  |
| ------------------------------ | ------------------ | ---------- | ---- |
| Supercopa de Costa Rica        | C. S Herediano     | Costa Rica | 2020 |
| Primera División de Costa Rica | C. S Herediano     | Costa Rica | 2021 |
| Supercopa de Costa Rica        | C. S Herediano     | Costa Rica | 2022 |
| Primera División de Costa Rica | Deportivo Saprissa | Costa Rica | 2023 |
| Primera División de Costa Rica | Deportivo Saprissa | Costa Rica | 2024 |

### Distinciones individuales
| Distinción                            | Año  |
| ------------------------------------- | ---- |
| Mejor gol del Torneo de Apertura 2020 | 2021 |